# 坊主拳法
『坊主拳法』（ぼうずけんぽう）は、1964年9月6日から1965年2月28日まで日本テレビ系列局で放送されていた読売テレビ製作の時代劇である。興国化学工業（現・アキレス）の一社提供。全26話。放送時間は毎週日曜 12:15 - 12:45 （日本標準時）。

## 概要
当時はまだあまり広く知られていなかった少林寺拳法を取り上げた作品。
若き坊主である月の輪天雲が、数珠と拳法のみで敵と戦う姿を描く娯楽時代劇。

## 出演者
- 月の輪天雲：和崎俊也（後の和崎俊哉）[1]
- 小林芳弘[1]
- 伊藤榮子[1]
- 戸上城太郎[1]
- 花ノ本寿[1]

## スタッフ
- 監督：組田彰造
- 制作：日本電波映画

## 主題歌
「坊主拳法」
作詞：関沢新一 / 作編曲：安藤実親 / 歌：村田英雄

## 放送日程
| 話数 | 放送日        | サブタイトル     |
| ---- | ------------- | ---------------- |
| 1    | 1964年 9月6日 | 拳骨罷り通る     |
| 2    | 9月13日       | お面危難         |
| 3    | 9月20日       | 祇園祭りに来た男 |
| 4    | 9月27日       | 拳骨封印         |
| 5    | 10月4日       | 拳骨対拳骨       |
| 6    | 10月11日      | 手裏剣無残       |
| 7    | 10月18日      | 牢破り           |
| 8    | 10月25日      | 燃ゆる密使       |
| 9    | 11月1日       | 非情の山狩り     |
| 10   | 11月8日       | 最後の甲賀一族   |
| 11   | 11月15日      | 水練殺法         |
| 12   | 11月22日      | お荷物道中       |
| 13   | 11月29日      | 奪われた密書     |
| 14   | 12月6日       | 鎖鎌包囲陣       |
| 15   | 12月13日      | 五万石の姫君     |
| 16   | 12月20日      | 死闘富士山麓     |
| 17   | 12月27日      | 恐怖の関所       |
| 18   | 1965年 1月3日 | 講武所刺客隊     |
| 19   | 1月10日       | 南京街の危機     |
| 20   | 1月17日       | 鮮血の数珠       |
| 21   | 1月24日       | 影なき襲撃       |
| 22   | 1月31日       | 鉄の罠           |
| 23   | 2月7日        | 野獣の街         |
| 24   | 2月14日       | 逆襲千代田城     |
| 25   | 2月21日       | 地獄の門         |
| 26   | 2月28日       | 最後の対決       |

## 放送局
- 読売テレビ（制作局）
- 岩手放送：火曜 18:00 - 18:30[2]
- 秋田放送：水曜 18:15 - 18:45[3]
- 山形放送：土曜 17:30 - 18:00[4]
- 東北放送：日曜 9:00 - 9:30[5]
- 福島テレビ：日曜 9:00 - 9:30[6]
- 日本テレビ：日曜 12:15 - 12:45